# Molí de Buida-sacs
El Molí de Buida-sacs és un monument protegit com a Patrimoni Arquitectònic Català del municipi de Clariana de Cardener (Solsonès).

## Situació
Aquest molí es troba al punt central del municipi de Clariana, a tocar del Pont de Buida-sacs i a poca distància del castell, de l'església parroquial de Sant Serni i de la casa de la vila, a tocar del riu Cardener del que rebia l'aigua. S'hi accedeix per un curt trencall, ben senyalitzat, que surt del km. 63 de la carretera C-55 de Solsona a Manresa. 150 metres fins al pont, on es pot aparcar, el qual s'ha de passar per anar al molí.

## Descripció

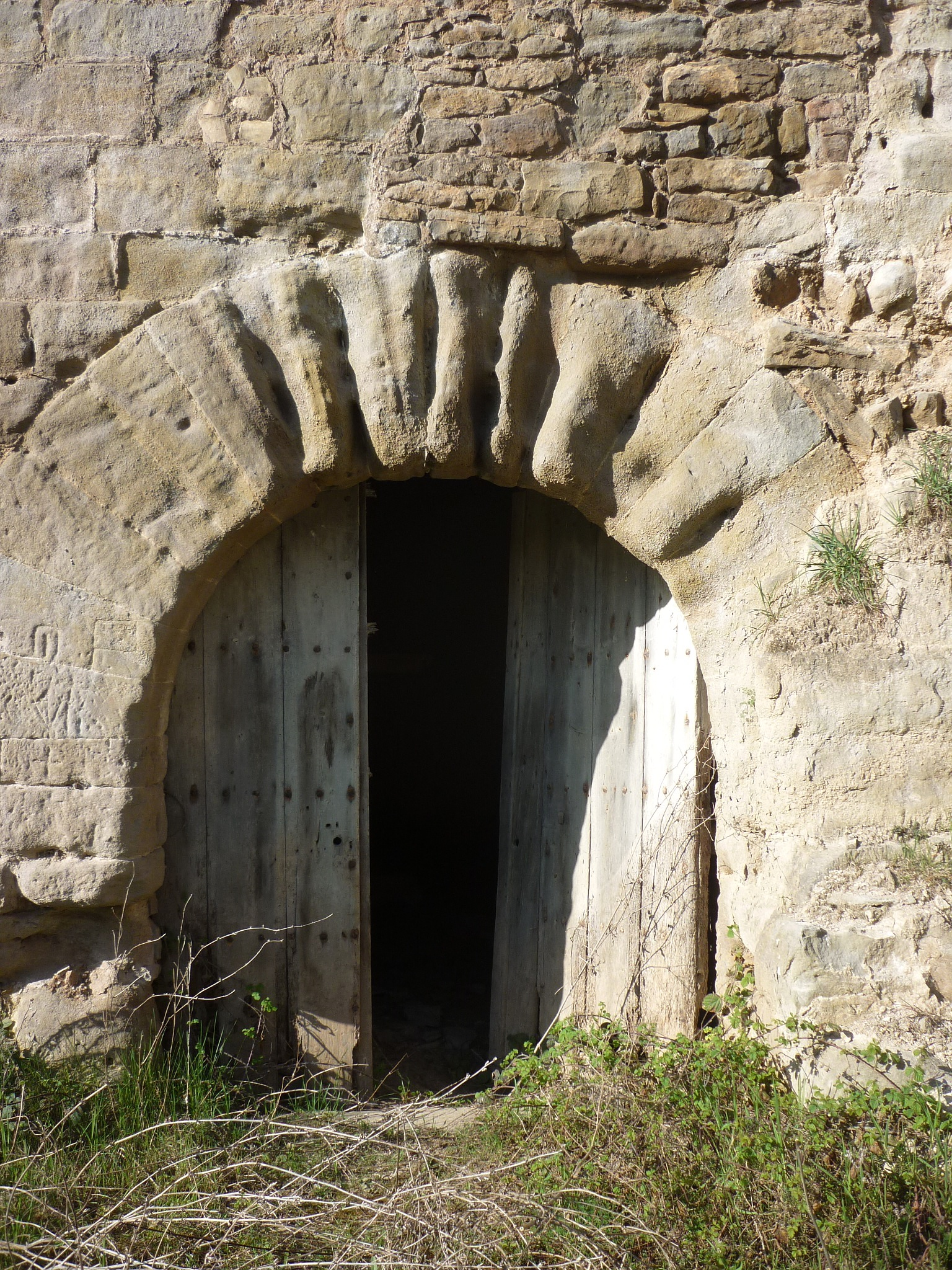
Portal d'entrada a l'obrador

L'edifici es troba en ruïnes. La sala de les moles es troba a llevant, coberta amb una volta lleugerament apuntada. A la paret de migjorn hi ha una porta adovellada on es poden veure unes incisions, segurament marques de picapedrer. A l'extrem nord-oriental, a la part baixa de la volta, hi ha una obertura que servia per comunicar, mitjançant una escala de cargol, entre l'obrador i l'habitatge. Sota aquesta sala hi ha els cacaus. A ponent hi havia la bassa i els tres cups.
Damunt d'aquest molí hi havia una construcció d'època gòtica o moderna.

## Notícies històriques
Hi ha una referència testamentària relativa a aquest molí: Engúncia llega "ipsos molinos que ibi sunt subtus Cleriana". Al segle xviii era una possessió del ducat de Cardona.